# Richard L. M. Synge
Richard Laurence Millington Synge (Liverpool, 28 de octubre de 1914-Norwich, 18 de agosto de 1994) fue un bioquímico británico galardonado con el Premio Nobel de Química de 1952.

## Biografía
Nació en la ciudad de Liverpool, situada en el condado de Merseyside. Estudió física, química y fisiología en la Universidad de Cambridge, donde se licenció en 1936. Desarrolló sus investigaciones científicas en empresas privadas, entre 1941 y 1943 en la Wool Industries Research Association de Leeds, entre 1943 y 1948 en el Instituto de Medicina Preventiva de Londres, entre 1948 y 1967 en el Instituto de Investigación Rowett de Aberdeen, y entre 1968 y 1976 en el Food Research Institute de Norwich.
Synge murió el 18 de agosto de 1994 en la ciudad de Norwich, situada en el condado de Norfolk.

## Investigaciones científicas
Entre 1942 y 1948 estudió los péptidos del grupo proteínico de la gramicidina, trabajo utilizado posteriormente por Frederick Sanger en la determinación de la estructura de la insulina.
En 1952 recibió el Premio Nobel de Química, compartido con Archer Martin, para la invención de la cromatografía de partición.
| Predecesor: Edwin McMillan Glenn T. Seaborg | Premio Nobel de Química 1952 | Sucesor: Hermann Staudinger |

- Datos: Q48979
- Multimedia: Richard Laurence Millington Synge / Q48979